# Vijayanagara
Vijayanagara är en ruinstad i norra delen av den indiska delstaten Karnataka. Här fanns en gång Vijayanagarrikets huvudstad. Förutom ruinerna återstår nu endast den lilla byn Hampi på platsen.
Större delen av staden ligger på södra banken av floden Tungabhadra, ungefär 500 km nordväst om Madras. Staden byggdes runt templen i Hampi. De centrala delarna av staden, innefattande vad som idag kallas "den kungliga staden" och det "heliga centret", täcker mer än 40 km². Närmaste moderna stad är Hosapete, 13 km från Vijayanagara. Landskapet är kuperat, med talrika flyttblock i olika storlekar. Floden Tungabhadra flyter i en djup ravin, och erbjuder skydd åt staden från norr. Söder om staden ligger en vid slätt, och här försvarades staden av tjocka murar och av fortifikationer.

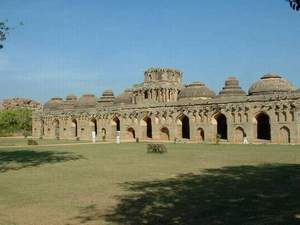
Elefantstallarna

Stadens namn betyder "Segerstaden", efter vijaya (seger) och nagara (stad). Ruinstaden är sedan 1986 klassad som världsarv av Unesco som då kallar staden Ruinerna i Hampi.

## Historia
Det hinduiska Vijayanagarriket grundades av de två bröderna Harihara och Bukka Raya omkr. 1336. Deras första huvudstad var Anegondi, vid samma flod som Vijayanagra, och inte långt därifrån. När riket växte sig större och mäktigare byggdes det som nu är ruinstaden.
Staden blomstrade mellan 1300-talet och 1500-talet, under Vijayanagarrikets storhetstid. Efter kung Krishnadevakayas död (1530) begynte förfallet, och 1565 förstördes Vijayanagar i grunden av de fyra muslimska rikena på norra Deccan, som gått samman. Man lyckades krossa Vijayanagararmén vid slaget i Rallasathangadi 1565 samt inta huvudstaden. Under månader gick sedan de muslimska segrarna till verket med att bränna och förstöra Vijayanagara och massakrera dess befolkning. Vijayanagarriket fortsatte att existera ännu någon tid, men den gamla huvudstaden togs aldrig i bruk igen.
Två år efter Rallasathangadi kunde en italiensk resande, Cesare de' Federici, berätta i Europa, att "husen står där alltjämt, men tomma, intet levande bor där mer än tigrar och andra vilda djur". Bland monument, som förstördes, var även en jättestaty av Vishnu, 6 till 7 m hög, byggd av ett enda block, ett verkligt konstverk. Muselmanerna lyckades förstöra detsamma troligtvis genom runt däromkring tända eldar, som sprängde blocket. 
Staden har alltsedan legat öde, ruinerna erbjuder en trolsk anblick och skyddas av indiska regeringen mot vandaliserande skattsökare. 

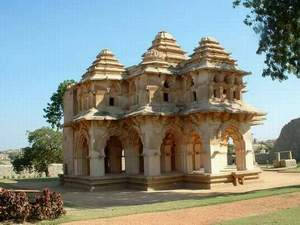
Lotuspalatset

## Virupakshatemplet
Detta kvarvarande tempelkomplex är hjärtat i byn Hampi. Templet kallas även "Pampapati". Det började byggas under 1200-talet, och trots att staden aldrig beboddes efter den muslimska erövringen fortsatte man att bättra på tempelbyggnaden fram till 1600-talet. Tempelkomplexet är vänt mot en ceremoniell gata, kantad av pelare, som är nära en kilometer lång och avslutas med en staty av Nandi, huggen ur ett enda klippblock. 

## Den kungliga staden
Det vidsträckta område som tidigare utgjorde den kungliga staden börjar 2 km sydöst om byn Hampi, och sträcker sig ytterligare åt sydöst, nästan fram till byn Kamalapuram. Här finns ruiner efter palats, förvaltningsbyggnader och kungahusets egna tempel. Skövlingen efter den muslimska erövringen har lämnat föga mer än grunden på många av husen här, men templen är i bättre skick och även en del av stadsmuren.